# Major général
Le grade de major général (écrit major-général dans certaines armées, parfois général-major) est un  grade ou une fonction militaire, qui se situe différemment dans la hiérarchie militaire suivant les pays. Il s'agit le plus souvent du deuxième grade de général selon l'ordre hiérarchique ascendant ; si ce n'est le cas, il est selon ce même ordre le premier des grades de généraux.

## Terminologie
Dans certains pays d'Europe, le deuxième grade des officiers généraux (selon l'ordre hiérarchique ascendant) s'intitule « major général » ou « général-major ». La Belgique et les Pays-Bas sont les seuls pays à avoir le vocable « général-major » opposable à « lieutenant général ». Dans plusieurs pays de l'ancien bloc de l'Est (Russie, Biélorussie, Ukraine, Azerbaïdjan), le grade de major général est le premier rang des généraux, ce qui équivaut au grade de général de brigade ou brigadier général dans plusieurs autres pays. Enfin, dans plusieurs pays tels que l'Espagne, la France, l'Italie et la Pologne, le grade de général de division est équivalent à celui de major général.

## Allemagne

### Après 1955
En Allemagne, le Generalmajor (major général) est, depuis la création de la Bundeswehr en 1955, le deuxième grade des officiers généraux dans l'ordre hiérarchique ascendant, au-dessus du Brigadegeneral (général de brigade) et en dessous du Generalleutnant (lieutenant général).
Il est aujourd'hui le correspondant d'un « major général » européen ou d'un « général de division » français.
Le grade équivalent dans la Deutsche Marine est celui de Konteradmiral, littéralement « contre-amiral », mais équivaut au vice-amiral français.
Il est, en revanche, bien équivalent au rear admiral du Commonwealth. En Belgique, c'est l’amiral de division.

### Avant 1955
Avant 1955, Generalmajor était le premier grade des officiers généraux allemands, selon l'ordre hiérarchique ascendant, au-dessus du grade d'officier supérieur d’Oberst (colonel) et en dessous du grade de Generalleutnant. Il était alors l'équivalent d'un Brigadegeneral actuel, soit un général de brigade en France.
C'est sous ce sens qu'il faut interpréter Generalmajor dans la Deutsches Heer de l'Empire allemand (1871-1919), dans la Reichsheer de la république de Weimar (1921-1935) et dans la Wehrmacht du Troisième Reich (1935-1945), notamment lors de la Seconde Guerre mondiale. Dans la SS (grade politique ou policier dans l'Allgemeine SS ou grade militaire dans la Waffen-SS), le grade équivalent était celui de SS-Brigadeführer.
Le grade équivalent dans la Marine était Konteradmiral pour :
- la Kaiserliche Marine (marine de l’Empire allemand, 1872-1918) ;
- la Reichsmarine (marine de la république de Weimar, 1922-1935[a]) ;
- la Kriegsmarine (marine du Troisième Reich, 1935-1945).

Konteradmiral était aussi le premier grade d’amiral selon l'ordre hiérarchique ascendant. Il équivalait au Flottillenadmiral actuel de la Deutsche Marine, à « l'amiral de flottille » belge, au contre-amiral français, ou au commodore des États-Unis ou du Commonwealth.

## Australie
Le major général (en abrégé majgen) est un grade de général de l'armée australienne qui a été créé par analogie au grade de major-général britannique. C'est le troisième grade de l'armée d’active australienne selon l'ordre hiérarchique descendant, et il est considéré comme équivalent à un général de division français. Il commande une division ou son équivalent.
Le major général est un grade au-dessus de brigadier (général de brigade de l'armée française), mais en dessous de lieutenant général (général de corps d'armée dans l'armée française). Major général a pour équivalent le rear admiral (vice-amiral) dans la marine australienne et le air vice-marshal (général de division aérienne) dans l'aviation australienne.
Les insignes pour un major général sont une étoile (ou « pip ») de l'ordre du Bain, au-dessus d'un bâton et d'une épée entrecroisés surplombant le mot « AUSTRALIA », typographié en capitales d'imprimerie.

## Belgique
En Belgique, le général-major (en néerlandais : Generaal-majoor) est le deuxième grade des officiers généraux selon l'ordre hiérarchique ascendant, et ce dans les trois Composantes : terre, air et médicale. Pour cette dernière, c'est le dernier et plus haut grade de la Composante. Son commandement est assuré par un médecin général-major (Pierre Neirinckx depuis le 24 mars 2015).
Il est supérieur au grade de général de brigade (en néerlandais : brigadegeneraal) dans les trois Composantes et en dessous du grade de lieutenant général (Luitenant-generaal) dans les Composantes terre et air. Il est donc bien le correspondant d'un major général européen ou d'un général de division français.
L'insigne du général-major est constitué d'une épaulette passepoilée d'or contenant deux molettes d'éperons héraldiques de teinte dorée (plus grande que celle des officiers supérieurs et subalternes) dans la Composante terre, de deux larges galons accompagnés de deux galons dans les Composantes air et médicale.
Dans la Composante marine, le grade correspondant est celui d‘amiral de division.
|       |     |          |  |        |
| Terre | Air | Médicale |  | Marine |

On s'adresse, suivant le règlement en vigueur, au général-major en disant « Général », mais par politesse, en français, et aussi par respect du prédicat, les militaires subalternes disent toujours « Mon » avant le grade.
On s'adresse à l'amiral de division en disant « Amiral ».

## Canada

L'insigne des manches

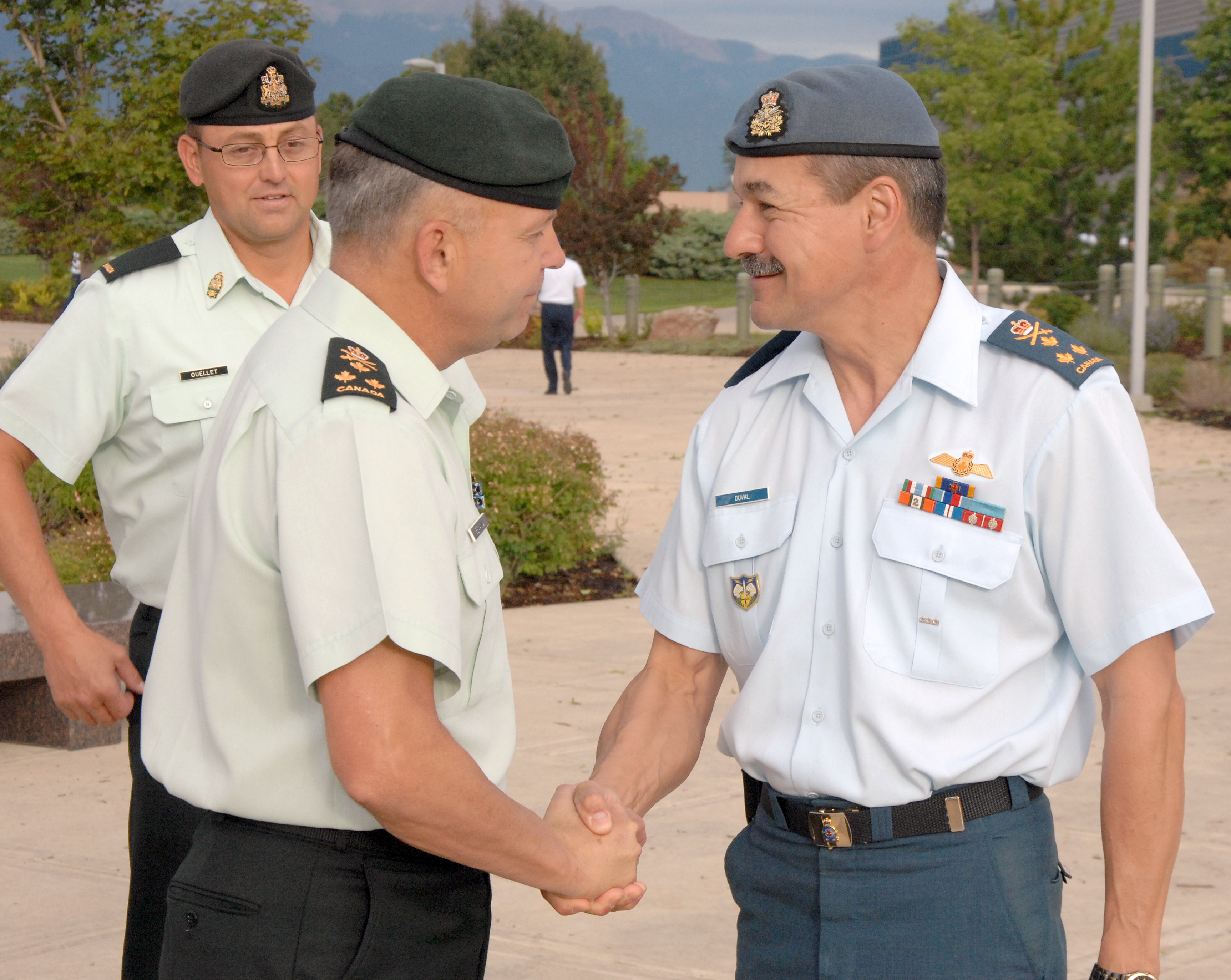
Un lieutenant-général de l'Armée canadienne (à gauche) serre la main d'un lieutenant-général de l'Aviation royale canadienne (à droite).

Dans l'Armée canadienne et dans l'Aviation royale canadienne des Forces armées canadiennes, le major-général est le deuxième grade des officiers généraux, selon l'ordre hiérarchique ascendant, entre celui de brigadier-général et celui de lieutenant-général. Dans l'Armée canadienne (l'armée de terre) et dans l'Aviation royale du Canada, son insigne est représenté par deux feuilles d'érable sur les épaulettes et par un très large galon surmonté par un galon mince sur les manches. Son équivalent dans la Marine royale canadienne est le grade de contre-amiral.
| Précédé par Brigadier-général | Major-général | Suivi par Lieutenant-général |

## États-Unis
Dans l'US Army (l'Armée de terre), l'US Marine Corps (le Corps des Marines) et l'US Air Force (l'Armée de l’air), en considérant l'ordre hiérarchique ascendant, le grade de major général (en anglais : major general), doté de deux étoiles, est précédé de celui de « brigadier général » (brigadier general, une étoile) et suivi de celui de « lieutenant général » (lieutenant general, trois étoiles).
Un major général américain est aussi appelé « général deux étoiles » (a two-star general) en raison de l'insigne qu'il porte.
Le grade de major général est l'équivalent de celui de rear admiral dans l'US Navy. Dans le Corps des Marines, les majors généraux commandent des divisions, alors que dans l'US Air Force, ils commandent des numbered air forces.
Les généraux deux étoiles de toutes les armes peuvent également servir comme officiers d'état-major de haut rang au Pentagone, siège du ministère de la Défense américain.

## France
Dans les forces armées françaises, major général n'est pas un grade, mais une fonction, occupée le plus souvent par un général de corps d'armée ou un vice-amiral d'escadre, parfois par un général d'armée ou un amiral. Cet officier exerce sa fonction au sein de l'État-Major des armées ou d'un autre état-major : en l'occurrence, celui de l'Armée de terre, de la Marine nationale, de l'Armée de l'air et de l'espace ou de la Gendarmerie nationale. Il est chargé d’assister le chef d'état-major dans l’exercice de ses attributions organiques et de coordonner l'action des différentes divisions de l'état-major où il est affecté.
Il y a ainsi :
- le major général des armées ;
- le major général de l'Armée de terre ;
- le major général de la Marine ;
- le major général de l'Armée de l'air et de l'espace ;
- le major général de la Gendarmerie nationale.

## Japon
Parce qu'aucun grade de brigadier général n’est utilisé au Japon, « général major » est le grade de commandant de brigade. En conséquence, le grade de général major est équivalent à celui de général de brigade, autrement dit il s'agit du premier grade d’officier général.
Autrefois, dans l'armée impériale japonaise, ce grade était appelé rikugun-shōshō (陸軍少将).
Actuellement, il est connu sous l'appellation rikushōho (陸将補) dans la force terrestre d'autodéfense japonaise, et sous l’appellation kūshōho (空将補) dans la force aérienne d'autodéfense japonaise.

## Pays-Bas
Aux Pays-Bas, le « général-major » (en néerlandais : generaal-majoor) est le deuxième grade des officiers généraux, dans la Force royale de terre (Koninklijke Landmacht), la Force royale aérienne (Koninklijke Luchtmacht) et la Maréchaussée royale (Koninklijke Marechaussee), ceci selon l'ordre hiérarchique ascendant. On s'adresse au generaal-majoor en disant « generaal ».
Dans la Marine royale (Koninklijke marine), le grade équivalent est celui de Schout-bij-nacht (littéralement « veilleur de nuit »). Cependant, le grade de generaal-majoor est également utilisé chez les Korps Mariniers (nl), le Corps des Marines néerlandais, qui est une infanterie amphibie de la Marine royale.
| Grade | Koninklijke Landmacht (Force royale de terre) | Koninklijke Landmacht (Force royale de terre) | Koninklijke Luchtmacht (Force royale aérienne) | Koninklijke Luchtmacht (Force royale aérienne) | Koninklijke Marechaussee (Maréchaussée royale) | Koninklijke Marechaussee (Maréchaussée royale) | Koninklijke marine (Marine royale) | Koninklijke marine (Marine royale)                          |
| ----- | --------------------------------------------- | --------------------------------------------- | ---------------------------------------------- | ---------------------------------------------- | ---------------------------------------------- | ---------------------------------------------- | ---------------------------------- | ----------------------------------------------------------- |
| OF-7  |                                               | Generaal-majoor                               |                                                | Generaal-majoor                                |                                                | Generaal-majoor                                |                                    | Korps Mariniers : Generaal-majoor Marine : Schout-bij-nacht |

## Royaume-Uni
Dans la British Army et les Royal Marines, le grade de « major général » (en anglais : major general) est inférieur à celui de lieutenant général (lieutenant general) et supérieur à celui de brigadier (brigadier). Il s'agit du deuxième grade d'officier général, dans l'ordre hiérarchique ascendant. Major-général est l'équivalent de rear admiral dans la Royal Navy et air vice-marshal dans la Royal Air Force.
Les divisions sont généralement commandées par des majors-généraux, ils occupent également de nombreuses fonctions d'état-major.

## Russie et Union soviétique
Dans les forces armées soviétiques puis dans celles de la fédération de Russie, le grade de major-général (en russe : генера́л-майо́р) est le premier grade d'officier général dans l'ordre hiérarchique ascendant, situé entre ceux de colonel et de lieutenant-général. Son insigne consiste en une étoile.

Insignes du grade russe de major-général
Insigne de major-général (uniforme de service de l'Armée de terre).
Insigne de major-général (uniforme de terrain de l'Armée de terre).